# Hinata Satō
Hinata Satō (佐藤 日向 Satō Hinata?, 23 de diciembre de 1998) es una actriz, seiyū, cantante y modelo japonesa afiliada a Amuse. Ella es un exmiembro de Sakura Gakuin y es conocida por interpretar a Junna Hoshimi en Revue Starlight, Leah Kazuno en Love Live! Sunshine!! y Noa Fukushima en D4DJ.

## Biografía
Hinata Satō nació el 23 de diciembre de 1998 en la prefectura de Yamagata y dos años después se mudó a la prefectura de Niigata donde vivió hasta el tercer grado. Admirando a Ayami Mutō, comenzó a realizar actividades artísticas en el jardín de infantes.
Hizo una audición con éxito para la unidad de ídols Sakura Gakuin y comenzó las actividades de la unidad en abril de 2010. Fue nombrada "presidenta del estado de ánimo" en la Ceremonia de Transferencia de 2013 de la unidad celebrada el 5 de mayo. Se graduó de la unidad en marzo de 2014.
Prestó su voz a Rin Karasawa, un personaje principal en el anime Kutsudaru., que comenzó el 2 de abril de 2014. Formó la unidad Maboroshi Love con otros tres miembros del elenco (Marina Horiuchi, Miki Kanai y Yuika Shima), y lanzaron el sencillo "Merry Go World" para el anime el 19 de noviembre del mismo año, que se ubicó en el puesto 90 en la lista de sencillos de Oricon.
Actuó como Cynthia en The Goodbye Girl en Tokyo International Forum Hall C en agosto de 2015. También interpretó a Alice en Stray Sheep Paradise y su secuela.
Prestó su voz a Leah Kazuno en Love Live! Sunshine!!, y se presentó en el concierto de Saint Snow realizado en Hakodate Arena en abril de 2018 con su compañera de banda de Saint Snow, Asami Tano. También da voz a Junna Hoshimi en Revue Starlight. También ha aparecido en otros medios de Starlight, incluida la serie web Shōjo Konto All-Starlight, el videojuego Re Live, la adaptación teatral y el programa de radio Radio Starlight.

## Filmografía

### Anime
2015
- KutsuDaru., Rin Karasawa[11]

2016
- Love Live! Sunshine!!, Leah Kazuno

2017
- Love Live! Sunshine!! Temporada 2, Leah Kazuno

2018
- Revue Starlight, Junna Hoshimi

2020
- D4DJ First Mix, Noa Fukushima[12]

2021
- D4DJ Petit Mix, Noa Fukushima[13]

2022
- My Stepmom's Daughter Is My Ex, Chikuma Tanesato[14]

2023
- D4DJ All Mix, Noa Fukushima

### Películas
2019
- Love Live! Sunshine!! The School Idol Movie Over the Rainbow, Leah Kazuno